# Riu Aragó
L'Aragó és un riu de la conca de l'Ebre.
El seu cabal mitjà és de 1.300 hm³/any. Té una llargada de 129 km i desemboca a l'Ebre, ja que és un dels seus afluents. Neix a Jacetània (Osca), a 2.050 m sobre el nivell del mar, i té nombrosos afluents. Recorre la Canal de Berdún entre Jaca i Esa.
El curs del riu està interromput per l'embassament d'Esa, amb una capacitat de 470 Hm³. Anualment es transvasen uns 700 Hm³ pels regadius de les Bardenas Reales, que es realitza a través d'un canal de 139 km de longitud fins al seu encontre amb les aigües del Gàllego.